# Fairfield Township (New Jersey)
Fairfield ist ein Township im Essex County des Bundesstaats New Jersey in den USA. Das U.S. Census Bureau ermittelte bei der Volkszählung 2020 eine Einwohnerzahl von 7872.

## Geographie
Nach dem United States Census Bureau hat die Stadt eine Gesamtfläche von 27,1 km², wobei keine Wasserflächen miteinberechnet sind.

## Demographie
Nach der Volkszählung von 2000 gibt es 7.063 Menschen, 2.296 Haushalte und 1.981 Familien in der Stadt. Die Bevölkerungsdichte beträgt 261,0 Einwohner pro km². 95,63 % der Bevölkerung sind Weiße, 0,52 % Afroamerikaner, 0,10 % amerikanische Ureinwohner, 2,82 % Asiaten, 0,00 % pazifische Insulaner, 0,40 % anderer Herkunft und 0,54 % Mischlinge. 3,45 % sind Latinos unterschiedlicher Abstammung.
Von den 2.296 Haushalten haben 33,4 % Kinder unter 18 Jahre. 74,7 % davon sind verheiratete, zusammenlebende Paare, 8,3 % sind alleinerziehende Mütter, 13,7 % sind keine Familien, 10,9 % bestehen aus Singlehaushalten und in 6,0 % Menschen sind älter als 65. Die Durchschnittshaushaltsgröße beträgt 3,04, die Durchschnittsfamiliengröße 3,29.
22,0 % der Bevölkerung sind unter 18 Jahre alt, 7,0 % zwischen 18 und 24, 27,8 % zwischen 25 und 44, 28,1 % zwischen 45 und 64, 15,1 % älter als 65. Das Durchschnittsalter beträgt 41 Jahre. Das Verhältnis Frauen zu Männer beträgt 100:95,7, für Menschen älter als 18 Jahre beträgt das Verhältnis 100:93,3.
Das jährliche Durchschnittseinkommen der Haushalte beträgt 83.120 USD, das Durchschnittseinkommen der Familien 90.998 USD. Männer haben ein Durchschnittseinkommen von 56.106 USD, Frauen 39.032 USD. Der Prokopfeinkommen der Stadt beträgt 32.099 USD. 2,8 % der Bevölkerung und 2,3 % der Familien leben unterhalb der Armutsgrenze, davon sind 4,2 % Kinder oder Jugendliche jünger als 18 Jahre und 2,2 % der Menschen sind älter als 65.